# بیوتی (کنتاکی)
بیوتی (به انگلیسی: Beauty) یک منطقهٔ مسکونی در ایالات متحده آمریکا است که در شهرستان مارتین، کنتاکی واقع شده‌است. بیوتی ۱۹۹ متر بالاتر از سطح دریا واقع شده‌است.